# Alois Walde
Alois Walde (ur. 30 listopada 1869, zm. 3 października 1924) – austriacki językoznawca, zajmował się etymologią i lingwistyką komparatywną. Był profesorem na Uniwersytecie w Innsbrucku, Uniwersytecie Albertyna w Królewcu i Uniwersytecie Wrocławskim.
Najbardziej znane prace:
- Lateinisches etymologisches Wörterbuch, 1906
- Vergleichendes Wörterbuch der indogermanischen Sprachen, 2 tomy, 1927-1932